# Țunder
Țunderul este stratul negru de oxid format pe suprafața unei piese de oțel în timpul încălzirii la temperaturi înalte, în special în procesele de laminare și forjare.
Țunderul este eliminat prin sablare, curățare cu peria de sârmă, disc de polizare, lamelar frontal sau fibrodisc (Klingspor).